# Velika Plana (općina)
Velika Plana (općina) (ćirilično: Општина Велика Плана) je općina u Podunavskom okrugu u Srbiji. Središte općine je grad Velika Plana.

## Stanovništvo
Prema popisu stanovništva iz 2002. godine općina je imala 44.470 stanovnika. Po podacima iz 2004. godine prirodni priraštaj je iznosio -5,9‰, a broj zaposlenih u općiini iznosi 8.372 ljudi. U općini se nalazi 21 osnovna s 4.258 učenikom i 3 srednje škole 1.371 učenikom.

## Administrativna podjela
Općina Velika Plana podjeljena je na jedan grad i 12 naselje.

### Gradovi
- Velika Plana

### Naselja
- Veliko Orašje
- Donja Livadica
- Krnjevo
- Kupusina
- Lozovik
- Markovac
- Miloševac
- Novo Selo
- Radovanje
- Rakinac
- Staro Selo
- Trnovče